# Lech Kryński
Lech Kryński (ur. 3 listopada 1985) – polski piłkarz ręczny występujący na pozycji bramkarza. Wychowanek Pogoni Zabrze, od sezonu 2014/2015 zawodnik Gaz-System Pogoń Szczecin. Brat Andrzeja Kryńskiego (piłkarza ręcznego Siódemki Miedź Legnica). W 2012 zadebiutował w seniorskiej kadrze B, zaliczając w niej dotychczas 6 występów. 10 grudnia 2013 został przez selekcjonera Michaela Bieglera powołany do szerokiej kadry A na Mistrzostwa Europy 2014, ale ostatecznie nie znalazł się w grupie zabranej na ten turniej.